# Estudos de Psicologia
A Estudos de Psicologia é um periódico científico editado pelo Programa de Pós-Graduação em Psicologia da Universidade Federal do Rio Grande do Norte. Publicada desde seu lançamento em 1996, esta revista está indexada em várias bases como Latindex e DOAJ.
O periódico está dividido em quatro áreas temáticas:
- Psicobiologia e Psicologia Cognitiva;
- Psicologia Social do Trabalho;
- Temas em políticas sociais: assistência social e sistema de garantia de direitos;
- Aspectos psicossociais das interações entre pessoas e diversos contextos socioambientais.

Na avaliação do Qualis realizada pela Coordenação de Aperfeiçoamento de Pessoal de Nível Superior (CAPES), este periódico foi classificado no extrato A1 para a área de Psicologia.